# Пішак (птах)
Пішак (Cinclosoma) — рід горобцеподібних птахів родини Cinclosomatidae. Містить 8 видів.

## Поширення
Пішаки поширені в Австралії та Новій Гвінеї. Живуть у різноманітних середовищах проживання — від тропічних вологих лісів до посушливих районів.

## Опис
Птахи середнього розміру, 17-28 см завдовжки. У них міцні ноги і дзьоб. Самці і самиці часто відрізняються забарвленням оперення. Верхня частина тулуба в основному має коричневе забарвлення, а нижня — строкате чорно-біле.

## Спосіб життя
Наземні птахи, які досить погано літають, воліючи в разі небезпеки припадати до землі або тікати. Птахи живляться на землі комахами та іншими безхребетними. У пустелі пішаки також живляться насінням. В чагарниках або на землі птахи будують чашоподібні гнізда, куди відкладають два або три яйця.

## Види
- Cinclosoma ajax — пішак жовтоокий
- Cinclosoma alisteri
- Cinclosoma castaneothorax — пішак рудоволий
- Cinclosoma castanotum — пішак рудоплечий
- Cinclosoma cinnamomeum — пішак чорноволий
- Cinclosoma clarum
- Cinclosoma marginatum
- Cinclosoma punctatum — пішак плямистий